# Sohlander Dorfbach
Der Sohlander Dorfbach ist ein linksseitiger Zufluss der oberen Spree in Sohland an der Spree im sächsischen Landkreis Bautzen mit einer Länge von knapp fünf Kilometern.

## Beschreibung
Der Sohlander Dorfbach entspringt südöstlich des Kinderberges (Liščí vrch, 480 m) bei Neudorf. Sein Oberlauf führt zunächst zwischen der Friedrich-August-Höhe (469 m) und der Schwarzen Koppe (470 m) durch Neudorf nach Osten. Anschließend nimmt der Bach nordöstliche Richtung und fließt nördlich des Brandbusches (443 m) und des Hohberges (368 m) durch ein ausgeprägtes Tal, in dem sich die Ortsbebauung von Obersohland und Mittelsohland erstreckt. Am Roten Hof (Schloss Mittelsohland) überbrückt die Bahnstrecke Oberoderwitz–Wilthen den Bach. Der Sohlander Dorfbach mündet westlich des Frühlingsberges (352 m) in die Spree.
Seine ursprüngliche Mündung lag nordöstlich des Roten Hofes ▼. Im Zuge der Spreeregulierung von 1947 wurde der Sohlander Dorfbach um einen 360 m langen Altabschnitt der Spree verlängert. Seitdem führt die Himmelsbrücke, die einst an der Weißen Mühle die Spree überbrückte, über den Sohlander Dorfbach.

## Zuflüsse
In den Sohlander Dorfbach münden das Gründelwasser und mehrere namenlose Bäche.